# 人間ナニモノ!?
「人間ナニモノ!?」（にんげんナニモノ）は、キャプテンストライダムの楽曲。2008年4月23日にソニー・ミュージックアソシエイテッドレコーズからメジャー9thシングル（通算10作目）として発売された。

## 解説
前作『わがままチャック』から約3ヶ月ぶりのリリースで、アルバム『音楽には希望がある』からの先行シングル。
前作に引き続き、プロデューサーにスティーヴ・ジョーダンを迎えた。
初回仕様で特別ジャケット（特殊ホログラムコーティング仕様）が封入されている。

## 収録曲
| #         | タイトル                                               | 作詞・作曲                              | 編曲                          | 時間  |
| --------- | ------------------------------------------------------ | --------------------------------------- | ----------------------------- | ----- |
| 1.        | 「人間ナニモノ!?」                                     | 永友聖也                                | Steve Jordan Captain Straydum | 4:15  |
| 2.        | 「SHOOT TO THRILL」                                    | Brian Johnson Angus Young Malcolm Young | Steve Jordan Captain Straydum | 4:46  |
| 3.        | 「ペケペケ (Live at SHIBUYA CLUB QUATTRO 2008.01.23)」 | - 川西幸一（作詞） - 奥田民生（作曲）   | キャプテンストライダム        | 3:20  |
| 合計時間: | 合計時間:                                              | 合計時間:                               | 合計時間:                     | 12:21 |

## 曲の解説
1. 人間ナニモノ!?
北海道テレビ『夢チカ18』2008年5月度エンディングテーマ
スティーヴ・ジョーダンと共同作業を行なうにあたり、「日本人ならではという曲を叩きつけたい」という思いから作られた楽曲で、永友曰く「バンド史上最もハードでパワフルな曲」[3]。
ドラムスは菊住守代司とスティーヴ・ジョーダンのツインドラムとなっている[注釈 1][4]。
歌詞に『天空の城ラピュタ』に登場するムスカのセリフの一つ「見ろ、人がゴミのようだ!」が出てくる[注釈 2]。
ミュージック・ビデオは制作されているが、ソフト化はされていない。
2. SHOOT TO THRILL
AC/DCのカバー曲。トリビュート・アルバム『THUNDER TRACKS』にも収録されている。アレンジは永友曰く「盆踊り風」[4]。
3. ペケペケ (Live at SHIBUYA CLUB QUATTRO 2008.01.23)
UNICORNのカバー曲のライブ音源。スタジオ音源は、トリビュート・アルバム『ユニコーン・トリビュート』とベスト・アルバム『ベストロリー』に収録。

## 収録アルバム
人間ナニモノ!?
- 音楽には希望がある
- ベストロリー

SHOOT TO THRILL
- THUNDER TRACKS -TRIBUTE TO AC/DC-
- ベストロリー